# Куп СФР Југославије у рагбију 1980.
Куп СФР Југославије у рагбију 1980. је било 21. издање купа комунистичке Југославије у рагбију. Играло се по правилима рагбија 15. 
Трофеј је освојио Загреб.
Финале
| Рагби клуб Загреб | 18 – 3 | Рагби клуб Челик |
| ----------------- | ------ | ---------------- |
|                   |        |                  |

| Освајач купа Југославије у рагбију 1980. |
| ---------------------------------------- |
| Рагби клуб Загреб 2. трофеј              |